# Шебеке

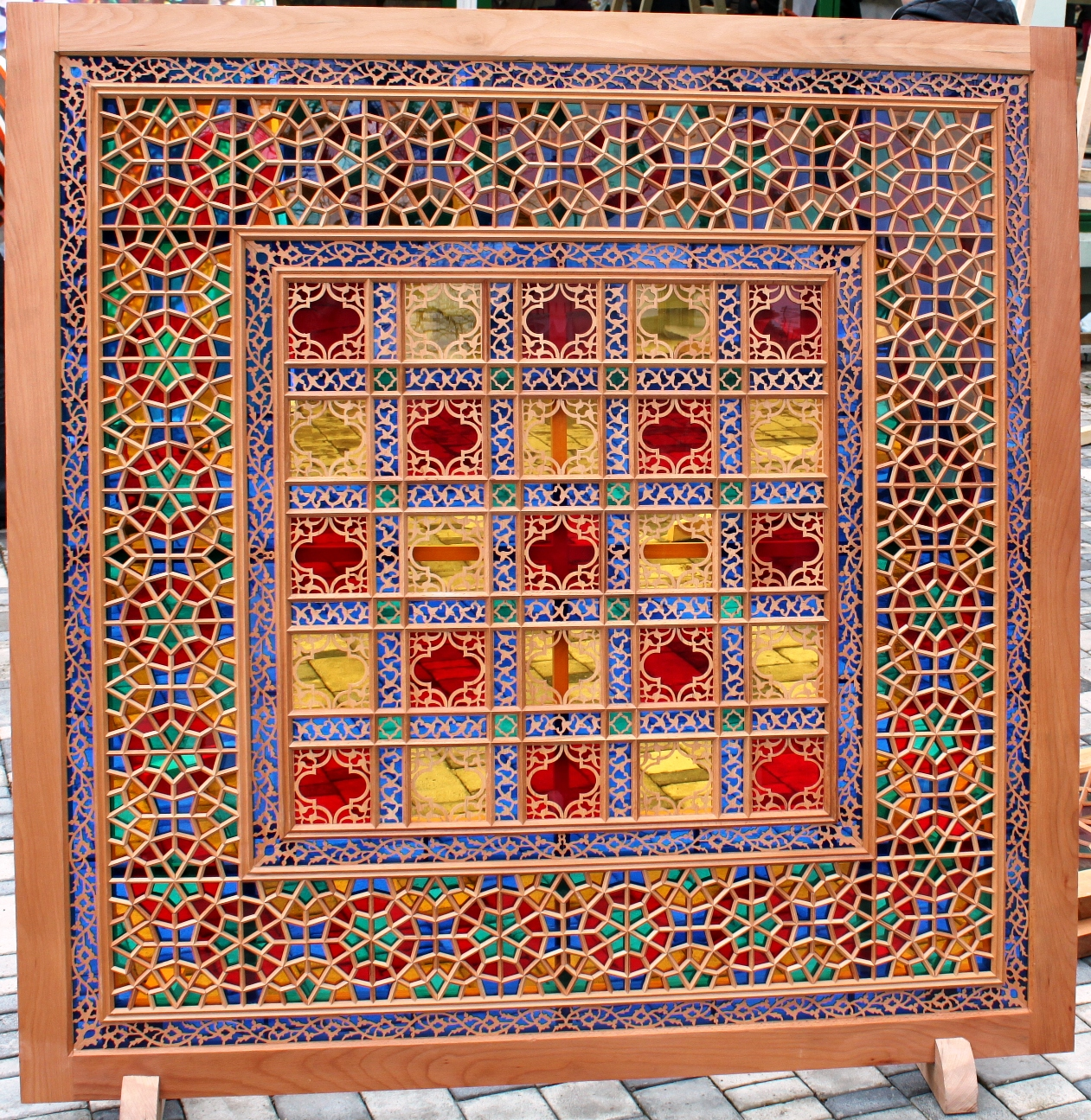
Окно-шебеке в Шеки

Шебеке (азерб. şəbəkə) — окна с заполняющими их разноцветными стёклами, создаваемые азербайджанскими народными мастерами из мелких деревянных деталей без клея и гвоздей.
В здании Дворца шекинских ханов шебеке заполняет стены, оконные проёмы залов и комнат. Геометрически рисунок окон-шебеке, как отмечают, сочетается с общей композицией главного фасада дворца. На фасад дворца выходят сплошные витражи-шебеке центральных залов и боковых комнат. Считается, что именно то, что наружные стены залов обоих этажей и верхних комнат заменены подъёмными переплётами-витражами, является особенностью архитектуры этого парадного павильона.
Многочисленные жилые каменные дома XVIII—XIX веков, украшенные шебеке, имелись и в городе Шуша.

## Искусство шебеке
Это нематериальное культурное наследие, которое имеет художественную конструктивную форму в ближневосточной архитектуре и декоративном прикладном искусстве. Применяется в архитектуре Азербайджана с XI—XII веков. Шедевр декоративного искусства — это плоскость, состоящая из небольших стеклянных деталей, собранных мастером, с элементами дерева, которые переклеивают друг друга без клея и гвоздей. Основной «секрет» данного искусства заключается в том, что между маленькими инструментами происходит перенос деревянных частей с выступом и отступом, между которыми вставлены мелкие стеклянные кусочки. Части дерева изготавливаются из твердых древесных пород дерева — самшита, ореха, бука, а также дуба. Узоры шебеке, означающие решетку, символизируют Солнце, энергию жизни, вечный поток времени и бесконечность Вселенной.

## Структура шебеке
Размеры поверхности шебеке могут варьироваться от нескольких квадратных сантиметров до нескольких квадратных метров в зависимости от функционального назначения предметов. В зависимости от связи с архитектурой можно классифицировать работы искусства шебеке в двух направлениях: часть архитектурного сооружения — дверь, окно, лестничный столб и отдельные предметы интерьера, такие как ширма, светильник, сундук, шкаф.Поскольку основу орнамента составляют более точные геометрические фигуры, существует и другая классификация по композициям: «джафари», «секкиз», «оналты», «гюлляби», «шамси», «гелю», а также «бенди-руми».

## Искусство шебеке в Азербайджане
Слово «шебеке» в переводе с азербайджанского языка означает «сеть», «решетка».
На территории Азербайджана шебеке как вид искусства был распространён в таких городах, как Шеки, Шуша, Ордубад, Баку, Гянджа, Ленкорань, Нахичевань и Дербент (Российская Федерация). Основным центром искусства шебеке является город Шеки, где эта традиция и сегодня представлена в более чистом, классическом виде. Здесь сосредоточены образцы этого вида искусства XVIII—XIX веков. Классическим примером данного вида искусства является Дворец шекинских ханов (1762).
Искусство шебеке и его символика в некоторой степени различается в регионах Азербайджана. Например, с точки зрения технологии изготовления, Ордубадские мастера предпочитали простоту геометрических форм и аскетическое цветовое решение. Однако, несмотря на это, почти во всех регионах страны основным материалом является цветное стекло.

Примеры
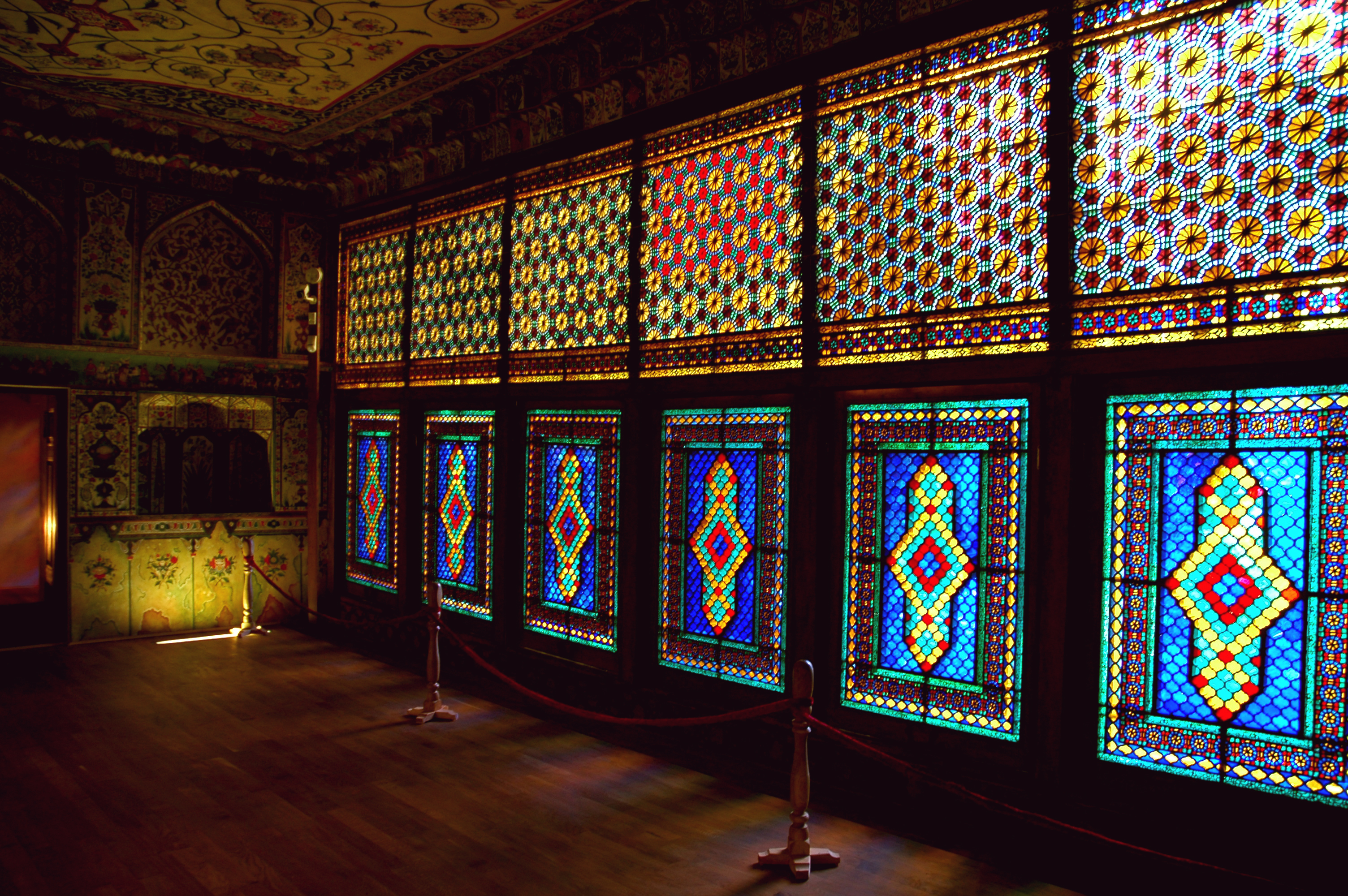
Окна-шебеке, вид изнутри  Дворца Шекинских Ханов
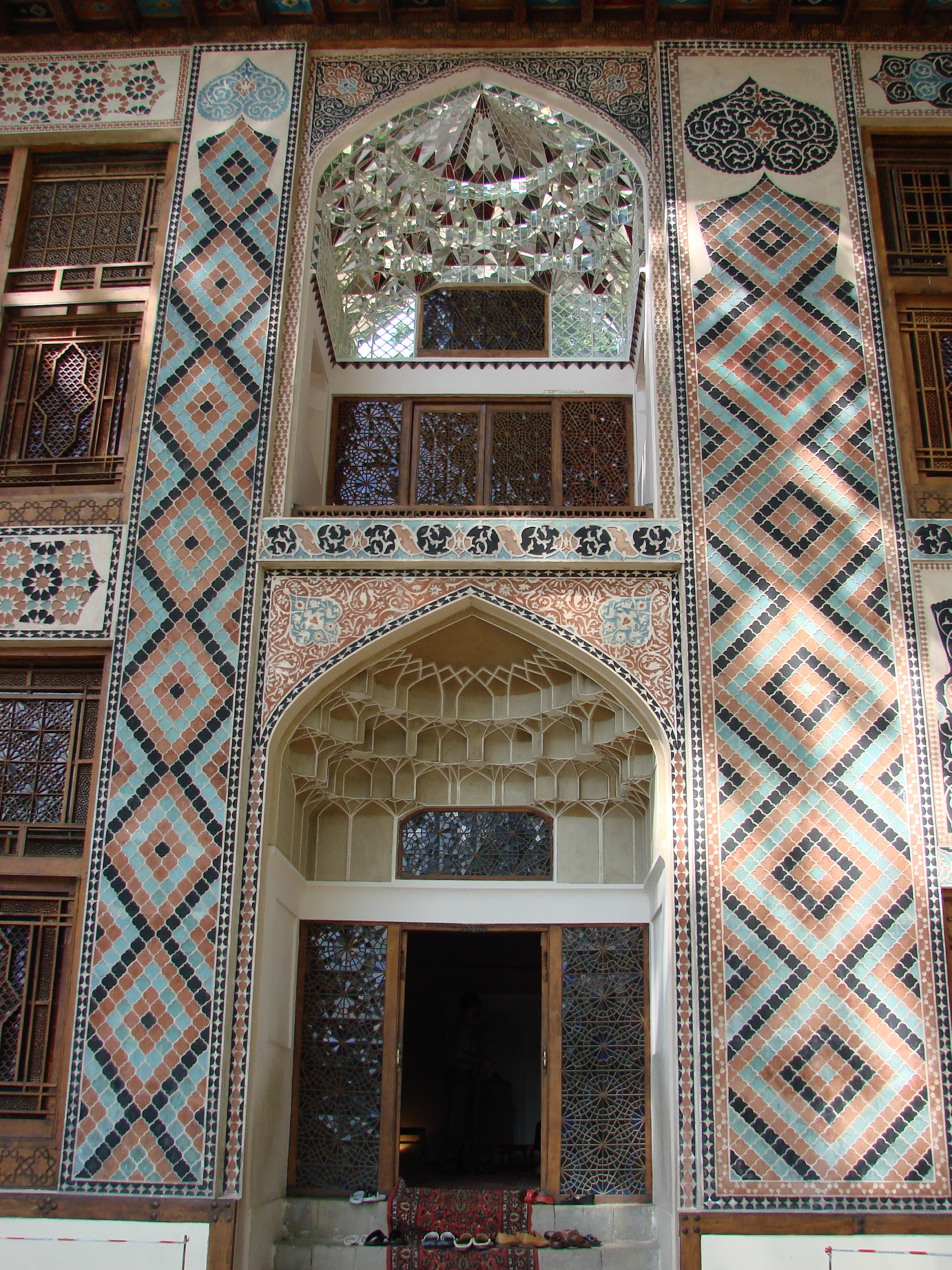
Окна-шебеке на фасаде Дворца Шекинских Ханов
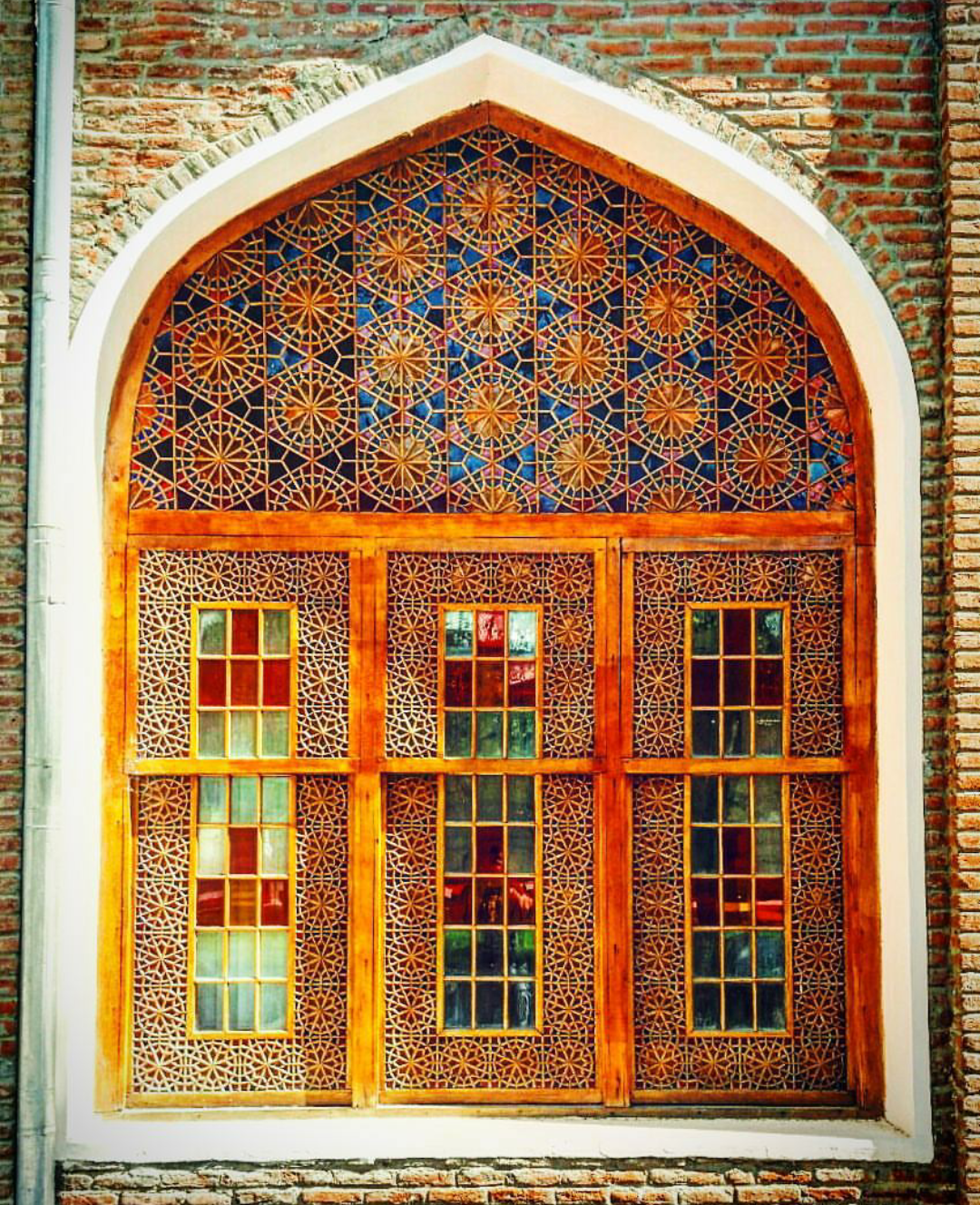
Джума-мечеть (Гянджа)

## Мастера искусства
Носителями искусства шебеке и его символов являются народные мастера. Из известных народных мастеров можно назвать Мехти Мехтиева (XIX век), Шахбузлу Абузера Бадалова (XVIII—XIX века), Аббасгулу Шекинского (XIX век). Возрождению этого искусства в XX веке способствовали Абдулгусейн Бабаев (1877—1961), Ашраф Расулов (1928—1997).
На данный момент[когда?] развитию искусства способствуют сын Ашрафа Расулова — Тофиг (1961) и его внук Ильгар (1990). Помимо них в этой области выделяются Солтан Исмаилов (Шеки), Гусейн Мустафазаде (Шеки), Джабир Джаббаров (Ордубад), Рафик Аллахвердиев (Шуша).

## Реставрация
В 1950-е и 1960-е гг. под руководством Ашрафа Расулова впервые был отреставрирован Дворец шекинских ханов. В 2001 году под руководством мастера Джабира Джаббарова были отреставрированы оконные шебеке мечетей Джума и Амбарас (XVII—XVIII века) в Ордубаде.
Гусейн Мустафазаде в 2002—2004 годах, согласно договору с немецкой компанией «Denkmalpflege Mecklenburg GmbH» (B настоящее время[когда?]: Neumühler Bauhütte GmbH), участвовал в реставрации Дворца шекинских ханов. В результате были отреставрированы двери и окна дворца, а также большая часть потолка.